# Noè Ponti
Noè Ponti (* 1. Juni 2001 in Locarno) ist ein Schweizer Schwimmer. Er ist auf die Stile Schmetterling und Lagen spezialisiert. Seine bisher grössten Erfolge sind die drei Weltmeistertitel 2024 und der Gewinn einer Bronzemedaille bei den Olympischen Sommerspielen 2020 in Tokio.

## Werdegang
Ponti wuchs in Gambarogno im Kanton Tessin auf. Dem Beispiel seiner zwei Jahre älteren Schwester folgend, trat er mit sechs Jahren dem Verein Nuoto Sport Locarno bei. 2008 bestritt er sein erstes Rennen. Nach dem Besuch der Sekundarschule in Vira und Cadenazzo absolvierte er ab 2016 das Gymnasium in Locarno; dort gehörte er einer Sportlerklasse an, was ihm ausreichend Zeit für das Training bot. Internationale Aufmerksamkeit erregte er erstmals 2017 beim Olympischen Festival der Europäischen Jugend in Győr, wo er eine Silber- und zwei Bronzemedaillen gewann. 
Bei den Olympischen Jugend-Sommerspielen 2018 in Buenos Aires war er Fahnenträger der Schweizer Delegation; sein bestes Ergebnis dort war Platz sechs über 200 m Lagen. 
Bei der Junioren-Europameisterschaft 2019 in Kasan gewann er mit neuem Schweizer- und Meisterschaftsrekord die Goldmedaille über 50 m Schmetterling, bei den Schwimmeuropameisterschaften 2020 in Budapest war Platz fünf mit der 4×100-m-Lagenstaffel sein bestes Ergebnis.
Er qualifizierte sich für die Olympischen Sommerspiele 2020 in Tokio (ausgetragen 2021) über 100 und 200 m Schmetterling sowie für die 4×100-m- und 4×200-m-Freistilstaffeln. Über 100 m qualifizierte er sich für das Finale und schwamm in diesem mit deutlich verbessertem Schweizer Rekord überraschend zur Bronzemedaille.
Bei der Schwimm-EM in Rom holte sich Noè Ponti im August 2022 über 100 m Delfin die Silbermedaille.
An den Olympischen Spielen 2024 in Paris wurde Ponti Vierter über 100 m und Fünfter über 200 m Schmetterling. Im Rennen über 100 m verfehlte er die Medaille um 0,10 s.
Beim Kurzbahn-Weltcup in Shanghai stellte Ponti im Oktober 2024 mit einer Zeit von 21,67 s einen neuen Kurzbahn-Weltrekord über 50 m Schmetterling auf. Anfang November verbesserte er diesen in Singapur erneut auf 21,50 s. An der Kurzbahn-Weltmeisterschaft in Budapest im Dezember verbesserte er den Rekord erneut zweimal: zunächst im Halbfinal um 7 Hundertstel auf 21,43 s, im Final schliesslich um weitere 11 Hundertstel auf 21,32 s. Ponti gewann den Final und wurde zum ersten Mal Weltmeister. Am 13. Dezember wurde er auch Weltmeister über 100 m Lagen. Er unterbot dabei seinen eigenen Schweizer Rekord um 6 Hundertstel auf 50,33 s. Am Tag darauf gewann er auch den Titel über 100 m Schmetterling in der Weltrekordzeit von 47,71 s.
An den Schwimmweltmeisterschaften 2025 wurde er über 50 m Schmetterling Zweiter und gewann damit seine erste WM-Medaille auf der langen Bahn. Mit einer Zeit von 22,51 s schwamm er zugleich einen neuen Schweizer Rekord. Er lag am Ende nur drei Hundertstelsekunden hinter dem Sieger Maxime Grousset. Vier Tage später gewann er auch über die doppelte Distanz die Silbermedaille, erneut wurde er von Grousset geschlagen. Mit der Zeit von in 49,83 s unterbot er seinen eigenen Schweizer Rekord; er ist damit erst der siebte Schwimmer, der diese Strecke in einer Zeit unter 50 Sekunden zurücklegen konnte.